# Caiazzo
Caiazzo (Caiazzë in campano) è un comune italiano di 5 045 abitanti della provincia di Caserta in Campania.

## Geografia fisica

### Territorio
La città di Caiazzo è sita a 200 metri sul livello del mare adagiata su una collinetta, in lieve pendio verso sud, valico tra la media e bassa valle del Volturno ai piedi del Monte Grande, una delle punte della catena dei Monti Trebulani. Il comune comprende anche 2 frazioni, quella di San Giovanni e Paolo e di Cesarano per una superficie totale di 37 km².

### Clima
Il clima è quello tipico della pianura campana: estati afose e inverni mediamente freddi, con rare nevicate.
| Caiazzo            | Mesi | Mesi | Mesi | Mesi | Mesi | Mesi | Mesi | Mesi | Mesi | Mesi | Mesi | Mesi | Stagioni | Stagioni | Stagioni | Stagioni | Anno |
| Caiazzo            | Gen  | Feb  | Mar  | Apr  | Mag  | Giu  | Lug  | Ago  | Set  | Ott  | Nov  | Dic  | Inv      | Pri      | Est      | Aut      | Anno |
| ------------------ | ---- | ---- | ---- | ---- | ---- | ---- | ---- | ---- | ---- | ---- | ---- | ---- | -------- | -------- | -------- | -------- | ---- |
| T. max. media (°C) | 12,6 | 13,4 | 16,1 | 19,9 | 24,1 | 28,7 | 31,5 | 31,4 | 28,0 | 22,7 | 18,0 | 14,6 | 13,5     | 20,0     | 30,5     | 22,9     | 21,8 |
| T. min. media (°C) | 6,6  | 6,9  | 9,0  | 11,5 | 14,8 | 18,9 | 21,2 | 21,2 | 18,8 | 14,9 | 11,3 | 8,5  | 7,3      | 11,8     | 20,4     | 15,0     | 13,6 |

## Storia

### Le origini
Le leggende narrano che Caiazzo fu fondata da Calatia, una ninfa figlia di Tifata, ardentemente amata dal dio Volturno, rifugiata in questo luogo per sfuggire all'ira del padre. Gli antichi scrittori ne hanno parlato come città "perantiqua" cioè antichissima mentre gli antichi storici affermano che Caiatia fu fondata dagli Osci tra il IX e l'VIII secolo a.C.

### Preistoria
Il territorio di Caiazzo è stato abitato sin dalla preistoria come testimoniano numerosi ritrovamenti del periodo eneolitico nelle località Madonna del Soccorso, Fontana Murata, Monte Grande e nella frazione di Cesarano. Si ha notizia di una collezione privata ove erano presenti, a fine dell'800, tre coltelli preistorici rinvenuti a Cesarano.

### Storia antica
Sulla collina del castello e nella parte sud del centro urbano si possono ancora osservare gli spezzoni, in opera poligonale risalenti al IV secolo a.C., dell'antico recinto murario costruito dagli osco-sanniti. Le mura cingevano un insediamento molto più ampio dell'attuale abitato estendendosi sull'acropoli di Kaiatinim.
La città subì l'influenza degli Etruschi nel periodo di espansione in Campania e, dopo la decadenza del loro dominio, divenne centro Sannita sotto l'influenza della tribù dei Caudini. Fu prima nemica dei Romani, poi colonia latina ed infine municipio romano governato con leggi proprie. In età romana l'abitato fu ricostruito a valle dell'acropoli su un piano lievemente inclinato verso sud che insisteva su parte dell'antico abitato sannita. Al centro dell'insediamento passava un decumano posto sulla direttrice est-ovest sul quale si affacciavano quattordici cardini o traverse. Il centro, che prese il nome di Caiatia, non è da confondersi con la vicina Calatia che si trovava nei pressi di Maddaloni. E probabile sia stata patria di Aulo Attilio Caiatino, censore e tribuno della plebe e, per ben due volte, console e dittatore in Roma. Si ha notizia che, nel foro di Caiatia, un esponente della famiglia dei Gavii, Marco Gavio, edificò dei parapetti di sostegno. Nel 90 a.C. fu saccheggiata da Silla poiché era schierata con gli Italici nella guerra sociale. Diverse strade la collegavano con le città romane più importanti della zona come la vecchia Capua, che oggi prende il nome di Santa Maria Capua Vetere, Alife e Telesia.
Di Caiatia si conservano scarsi resti e numerose pietre sepolcrali. Alcune di queste lapidi sono di carattere onorario e vi portano impressi i nomi della casa imperiale Giulia probabilmente perché la città ottenne benefici o concessioni dagli imperatori di questa famiglia.

### Monetazione di Caiatia
Di Caiatia sono note monete emesse tra il 268 a.C. circa e la seconda guerra punica. Le monete recano al dritto la testa di Minerva un elmo corinzio ornato da un lungo pennacchio. Al rovescio è raffigurato un gallo, volto a destra. Davanti al gallo c'è la legenda con l'etnico (CAIATINO). Dietro una stella a otto raggi.

### Il Medioevo
La città subì gravissime distruzioni ad opera di orde barbariche di Vandali, Goti e Saraceni. Con la venuta dei Longobardi divenne sede di un gastaldato e, quando Capua venne eretta a principato, Caiazzo fu elevata a contea. Primo conte longobardo di Caiazzo fu il nobile Arialdo. Nel IX secolo, durante il loro dominio, fu edificato il castello e successivamente, nel X secolo, è attestata come sede vescovile. I confini della contea intorno al 966 coincidevano con quelli della diocesi come emerge da una pargamena dell'Archivio vescovile ove si legge che il territorio della chiesa caiatina coincideva toto ipse comitato Caiatie. Gli ultimi conti longobardi furono Landenulfo qui dicebatur Francus e Giovanni qui clamabatur Citellus come appare in una donazione, fatta nel 1066, a Monte Cassino da parte di Riccardo I, principe di Capua, del monastero di San Salvatore sul monte Cucuruzzo, nella contea di Teano, pervenuto al fisco a causa della ribellione dei conti longobardi di Caiazzo.
I Normanni scacciarono i Longobardi e il primo conte normanno fu Rainulfo II, signore di Alife e Caiazzo, della casata dei Drengot Quarrel.
Ai Normanni si sostituirono gli Svevi e nel 1229 la città ospitò Federico II e Pier della Vigna, logoteta dell'imperatore, che fondò in Caiazzo una delle tre Corti dei Conti del Regno. Con la sconfitta degli Svevi la Città venne ceduta da Carlo I alla famiglia dei Glignette per 160 once d'oro.
Successivamente il feudo in possesso alla famiglia Sanseverino. Tommaso III Sanseverino (1310 ca-1358), VI conte di Marsico, aveva sposato in seconde nozze (1339 ca) Margherita de Clignet, figlia di Giovanni signore di Caiazzo, che portò il feudo in dote. Alla morte di Tommaso il figlio Antonio (1329 ca-1383) venne confermato conte di Caiazzo dalla regina Giovanna con privilegio spedito da Napoli l’8 aprile del 1374 riportato nel 1619 dal Melchiori. Nel 1384 Tommaso IV (1359 ca-1387), primogenito di Antonio, ereditò il feudo che donò poi a Lionetto (1385 ca-1420) figlio naturale di Bertrando (1361 ca-1418) suo fratello. Lionetto sposò Lisa Attendolo Sforza, sorella di Francesco duca di Milano, ma morì prematuramente lasciando un solo figliolo in giovane età, Roberto Sanseverino (1418-1487) che diverrà un famoso condottiero. Nel contempo poiché i Sanseverino avevano parteggiato per gli angioini vennero privati del feudo dal re Ladislao di Durazzo. Nel 1461 Caiazzo ritornò in possesso ali Sanseverino quando re Ferdinando la restituì a Roberto, figlio di Lionetto.

### L'età moderna

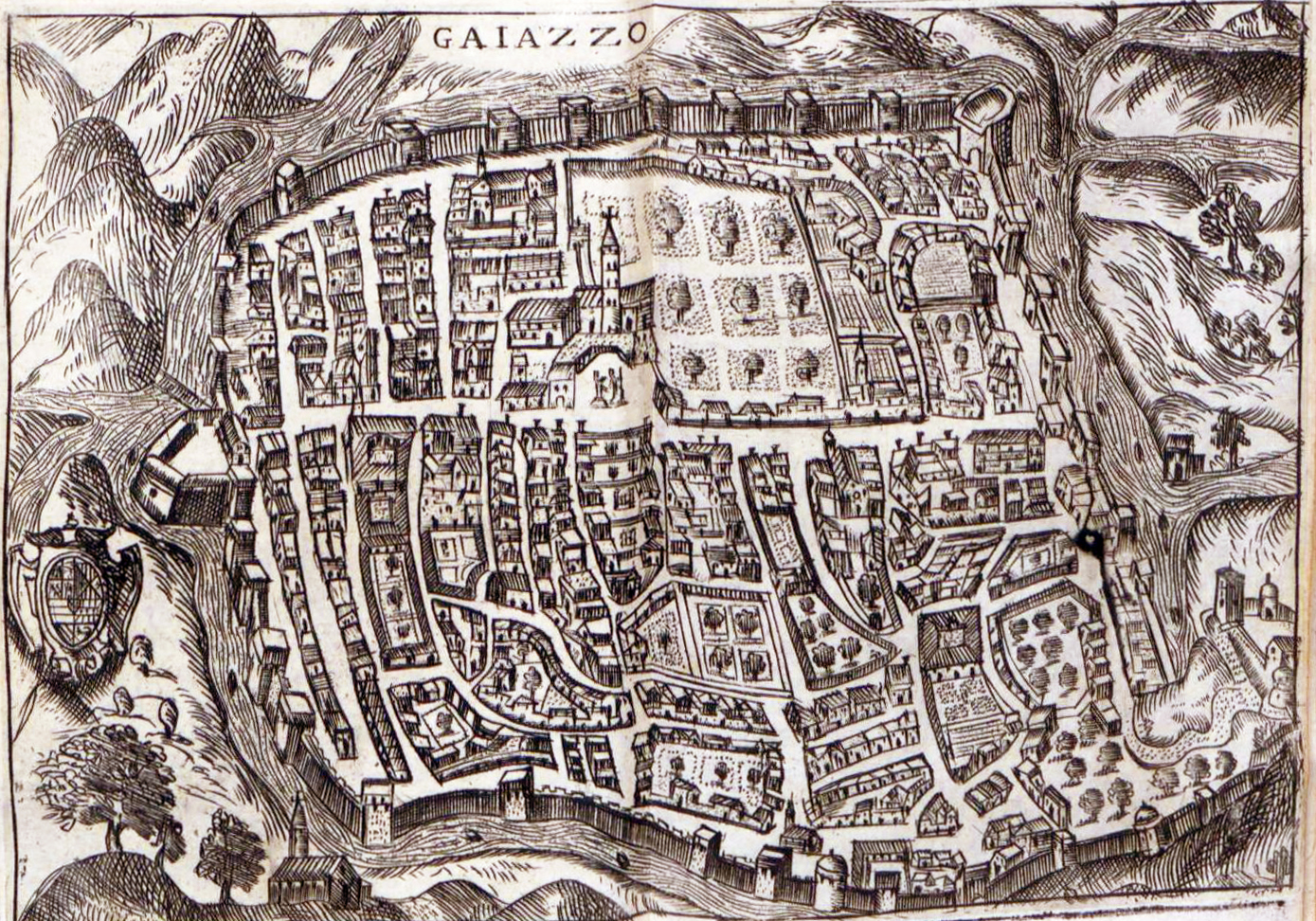
Caiazzo nellItinerario di Franz Schott, 1647

Nel corso del '500 molti caiatini militarono nelle compagnie mobilitate al seguito sia dei signori del feudo nelle "guerre d'Italia" che degli spagnoli che contrastavano l'avanzata dei Turchi nel Mediterraneo. Il Melchiori agli inizi del XVII secolo così li descrive: Questa patria in ogni tempo hà prodotti huomini illustri, e singolari in pace, e in guerra, i quali spargendo sudori, e sangue, e essalando l'anima col ferro nelle mani hanno posto sempre la vita propria per il loro Re.
Divenuta, a metà '500, feudo di Giulio Cesare de' Rossi dei Rossi di San Secondo grazie al matrimonio forzoso con la figlia di Roberto Ambrogio Sanseverino, Caiazzo fu venduta dal figlio Ercole de Rossi a Matteo de Capua nel 1593 per poi passare nel 1615 alla famiglia Corsi, di origine fiorentina; questi ultimi ebbero il titolo di marchesi di Caiazzo. In seguito la popolazione cittadina diminuì sensibilmente, dapprima a causa della peste del 1656 e poi per effetto del terremoto del 1688. Nel 1709 Caiazzo fu occupata dagli austriaci e nel giugno 1799 dai francesi.

### L'età contemporanea
Nel 1820 la Carboneria si diffuse anche in Caiazzo e molti caiatini vi si affiliarono. Le riunioni segrete si tenevano nel convento dei Cappuccini.
Nel 1860 (19/21 settembre) celebre battaglia durante la spedizione dei Mille.
Il 25 ottobre del 1860, secondo lo storico Briguglio, avvenne nei pressi di Caiazzo il famoso incontro tra Garibaldi e Vittorio Emanuele II di Savoia.
Con la soppressione della provincia di Caserta il comune di Caiazzo, nel 1927, fu aggregato alla provincia di Benevento.
Durante la seconda guerra mondiale, in particolare dalla fine del 1943 al 1944, la città fu molto provata dalla ferocia nazista e da bombardamenti alleati.

### Strage di Caiazzo
La sera del 13 ottobre 1943 alcuni soldati tedeschi della 3. Panzergrenadier-Division, su iniziativa del sottotenente Wolfgang Lehnigk-Emden, furono protagonisti di un episodio di atrocità verso i civili conosciuto come la strage di Caiazzo. I tedeschi uccisero brutalmente, in località Monte Carmignano, nella frazione di San Giovanni e Paolo, ventidue persone tra cui otto donne e nove bambini di età compresa tra i tre e i dodici anni. Wolfgang Lehnigk-Emden, ex sottotenente della Wehrmacht, e Kurt Schuster, ex sergente, verranno condannati nel 1994 all'ergastolo per la strage. Successivamente la città subì per errore, il 27 gennaio 1944, il bombardamento dall'aviazione americana che causò la morte di venti civili.
Caiazzo ritornò, nel 1945, nella ricostituita provincia di Caserta.

### Simboli
(Descrizione araldica dello stemma)
(Descrizione araldica del gonfalone)

## Monumenti e luoghi d'interesse

### Il castello

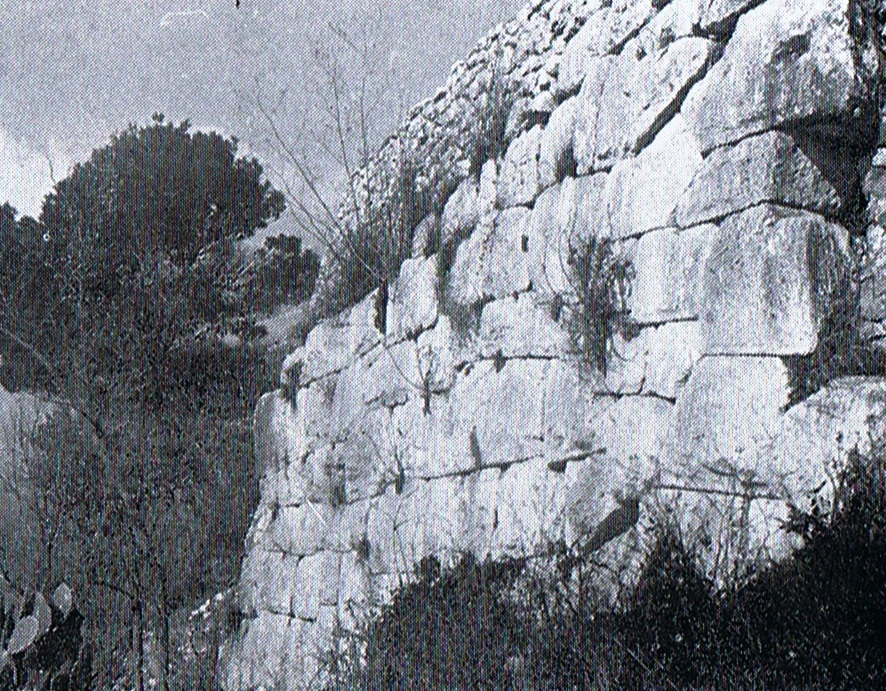
Mura megalitiche osco-sannite (VIII secolo a.C.) sulla collina del castello.

Il Castello di Caiazzo è sito su un'altura che domina il centro storico e la vallata circostante.
Edificato dai longobardi, subì un primo restauro sotto i normanni. Nel 1135 dopo l'occupazione di Ruggiero II venne dotato di una guarnigione permanente. A tal proposito lo storico Alessandro Telesino racconta: il Re, salito sul castello, e osservato il vasto territorio che si poteva controllare, decise di fortificarlo ordinando a tutti i maggiorenti di costruire le loro case intorno al castello per dimorarvi assieme a tutti i cavalieri, in modo che Caiazzo, già forte per la sua posizione naturale e per le sue mura, divenisse più forte con la presenza di abitanti che esercitavano la milizia.
Fu ristrutturato poi dagli aragonesi.
Il castello, di proprietà privata, conserva poche tracce della fisionomia originaria essendo stato radicalmente rimaneggiato nel XIX secolo.
Nei pressi del castello si possono ammirare delle mura poligonali sannite risalenti al IV secolo a.C.

### Palazzo Mazziotti
Palazzo Mazziotti è un imponente edificio del ‘400. A testimoniarlo sono alcuni importanti elementi architettonici ed un’epigrafe murata nel suo cortile dedicata al vescovo caiatino Giuliano Mirto Frangipane, con la seguente iscrizione:
“IULIANUS MIRTEUS EPISCOPUS TROPIENSIS, OLIM CAJACENSIS, INVICTISSIMI ET SERENISSIMI DOMINI FERDINANDI DE ARAGONA SICILIAEQUE REGIS MAJOR CAPPELLANÙS ÈT COSILIARIUS, AC ALMI STUDII NEAPOLITANI GUBERNATOR – ANNO DOMINI MCCCCLXXXXII”.
Il palazzo, dai Mirto Frangipane passò poi in proprietà ai Conti Sanseverino e quindi ai Mazziotti che già nel 1543 lo possedevano.
È da questa famiglia che il Palazzo prende l’attuale denominazione ed è probabilmente ad opera di Luigi Mazziotti, (1819 – 1867), avvocato e consigliere provinciale, che si deve l’inserimento del portale in pietra da taglio e la chiusura della loggia dell’attico. Nel 1902, alla morte di Angelina Maturi, vedova di Cesare Mazziotti, in adempimento alla volontà del marito, ultimo discendente della famiglia, dispose il lascito del palazzo in uno ad altri beni per la fondazione di un ricovero per anziani, opera che non venne peraltro mai realizzata per cui i beni dei Mazziotti passarono alla Congregazione di Carità.
Attualmente il Palazzo ospita:
- Al piano terra il Museo Kere.
- Al primo piano una sala convegni e un ufficio.
- Al secondo piano vi è la Biblioteca Comunale.

### Castello delle Femmine
Nel territorio tra Monte Santa Croce del comune di Piana di Monte Verna e il centro urbano di Caiazzo, si trova una collinetta conosciuta come «Castello delle Femmine».
Sulla sommità si trovano i resti di un piccolo insediamento fortificato medievale, già segnalato come castrum feminarum in una pergamena del 1119 ed in un elenco di decime del 1326-1327 ove era registrata la presenza della chiesa di San Nicola.
Oggi i pochi resti conservati presentano una tecnica muraria effettuata mediante l'utilizzo di piccoli blocchetti di calcare legati da malta. La costruzione è sommersa dalla vegetazione, per cui è difficile l'ingresso.
All'interno della pergamena già citata esistente nell'archivio vescovile di Caiazzo, è nominato di un certo Alberto signore del Castello delle Femmine.
Anche all'interno degli studi storici su' fascicoli angioini dell'archivio della Reale Zecca di Napoli, di Minieri Riccio vi sono delle citazioni a suddetto castello:
«Compotum et inventarium introitum redditum iurium et corporum terre Caiacie receptorum per Iacobum de Frescarosa de Capua in anno prime indictionis que correspondet anno 1271 et 1272 ut argomentatur a pergameno copertorio dicti compoti, in quo est instrumentum dicti anni et indictionis et etiam iuro continet distincta castri Feminarum in quo compotu sunt redentes in tarenis Amalfie et ibi tareni Amalfie computantur ad rationem granorum duodecim cum dimidio pro quolibet tareno, et solidi computantur ad rationem de solidis 20 pro quolibet tareno et denarii sex pro quolibet solido».

### Architetture religiose

#### Basilica Minore di Santa Maria Assunta
Antichissimo edificio di culto, il Duomo di Caiazzo è stato oggetto di numerosi rimaneggiamenti nel corso dei secoli. La facciata è in stile barocco risale al 1760 su progetto di Nicola Tagliacozzi Canale. L'interno è a tre navate divise da pilastri. Sull'ingresso è posto un coro ligneo settecentesco in noce. Vi si conservano pregevoli dipinti del XVIII secolo.
Elevata alla dignità di basilica minore il 29 ottobre 2013 con l'intervento del cardinale Angelo Comastri.

#### Chiesa di San Nicola De Figulis
La chiesa di S. Nicola de Figulis, attestata nelle pergamene dall'inizio del XIII sec. venne soprannominata de figulis poiché la maggior parte dei fedeli che vi appartenevano erano dediti, anticamente, all'arte di lavorare la creta per farne vasi. Nella pianta di Caiazzo realizzata dal Georg Braun nel 1597 si osserva, fuori le mura al nord - est della città, un fabbricato con la scritta Officinae Figulorum confermando la presenza di una fabbrica di vasi di creta esistente lungo la via che portava ad Alife. Questo luogo oggi è chiamato comunemente via dei Ruagnari (vaso di creta in dialetto napoletano). Nel 1647 la Chiesa parrocchiale di S. Nicola era ancora annessa al Monastero della SS. Concezione, ma quando il Pontefice Urbano VIII, con Bolla del 14 dicembre 1647, dichiarò il Monastero di clausura, la Parrocchia di S. Nicola fu trasferita nell'antica Chiesa di S. Maria di Portanzia.

#### Chiesa di San Pietro del Franco
La chiesa di S. Pietro è anche nota come di S. Pietro del Franco e prende il nome da Landolfo Franco, uno degli ultimi Conti Longobardi di Caiazzo, che ne curò la fondazione prima del 1061. Nelle pergamene di Caiazzo, fin dal 1176, spesso leggiamo Ecclesia Sancti Petri qui dicitur del Franco. La tradizione vuole che l'intitolazione sia legata al passaggio a Caiazzo di S. Pietro Apostolo mentre Nicola De Simone scrive che l'edificio fu innalzato sulle rovine dell'antica chiesa. Si è quindi ipotizzato che l'attuale fabbrica sfrutti opere già esistenti e tali da giustificare il salto di quota tra l'ingresso e la strada posta a valle del centro storico.
L'aspetto attuale della chiesa è frutto di una riedificazione del XVIII secolo e rispecchia le caratteristiche del sito a margine del tessuto storico ed in forte declivio. Questi elementi ne hanno condizionato l'estensione comportando, in modo particolare, un modesto sviluppo longitudinale della fabbrica. L'edificio risulta inserito in uno spazio quadrato e presenta uno sviluppo planimetrico a croce greca. Gli ambienti della chiesa sono tutti delimitati superiormente da volte a botte ad eccezione della zona centrale della croce dove è presente una cupola a sesto pieno sormontata da una lanterna cieca non visibile dall'interno. Alla chiesa è annesso un imponente campanile che presenta cortine di tufo a vista così come il fronte posteriore della chiesa. Il prospetto principale e le pareti interne sono interessate da decorazioni a stucco ed appaiono oggi così come furono ristrutturate a metà settecento dal canonico Luigi Foschi, fratello di Mons. Giuseppe Foschi Vescovo di Lucera. Si legge infatti in un manoscritto dell'archivio capitolare che la chiesa fu ripristinata a "cura et studio" dal canonico Foschi.

#### Chiesa di Sant'Apollonia
Anticamente la chiesa era intitolata a S. Antonino, come attestato nelle pergamene fin dal 1121, mentre nel 1539 la troviamo parrocchia. Persa ad inizi '600 la cura delle anime venne concessa nel 1717, dal sacrestano maggiore della Cattedrale, alla Congregazione di S. Apollonia da cui ha preso poi il nome. Successivamente, nell'anno 1776 durante l'episcopato di mons. Piperni, vi fu canonicamente eretta la Confraternita sotto il titolo di S. Apollonia.

#### Chiesa di San Rufo Martire

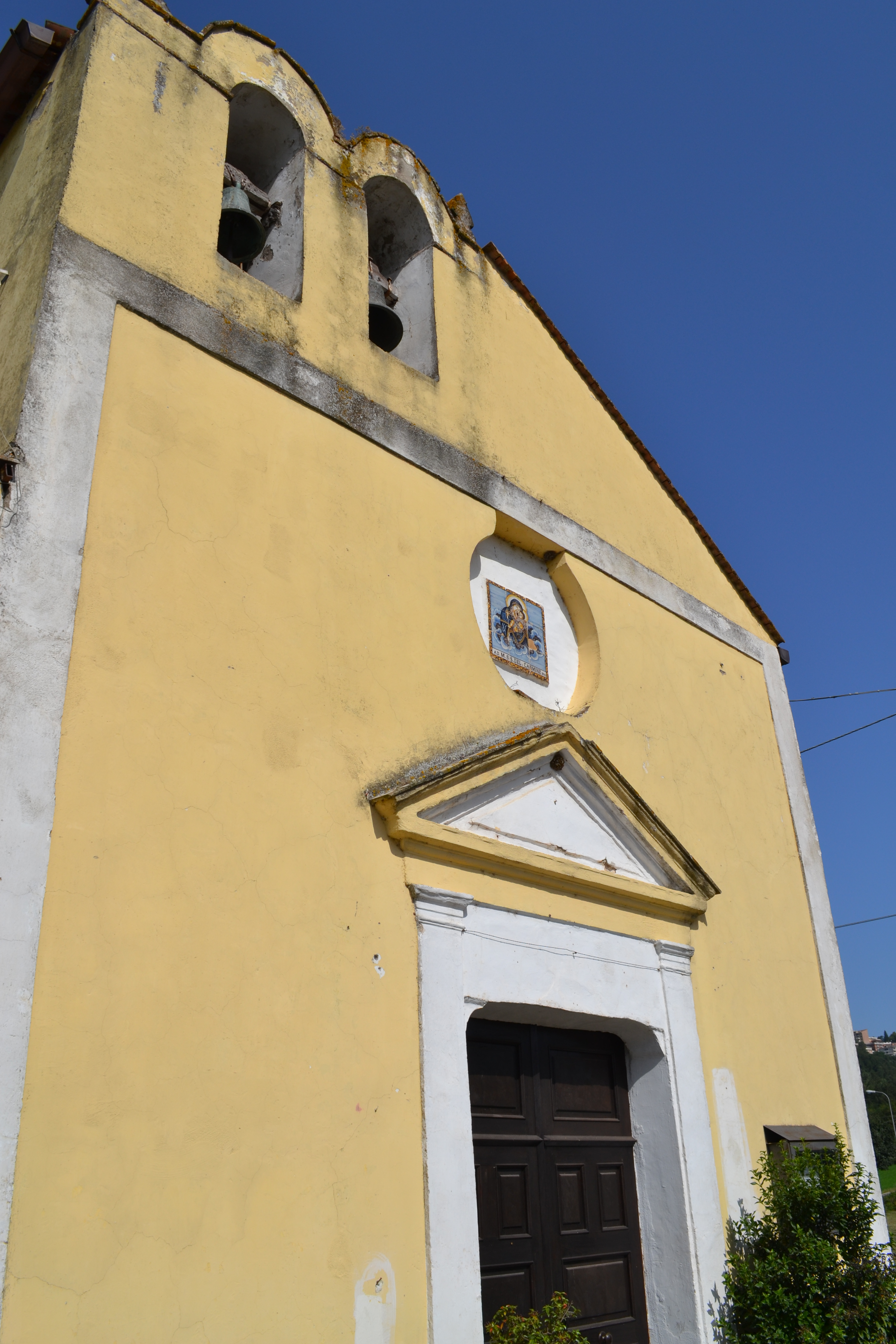
Chiesa di San Rufo Martire (Cesarano)

La bolla di consacrazione episcopale del 979 del vescovo Stefano elenca, tra le chiese dell’antica Diocesi di Caiazzo, anche quella di «Sancus Rufus in Cesaranu». La chiesa è situata nel villaggio di Cesarano, antico casale della città ancora oggi abitato, ed è intitolata a Rufo, diacono della chiesa di Capua, martirizzato il 27 agosto nella persecuzione ordinata dall'imperatore Diocleziano nell'anno 303. La pieve è probabilmente di origine longobarda come la chiesa dei santi Rufo e Carponio di Capua ed è espressione di un culto molto diffuso a quei tempi nel territorio. Infatti troviamo la presenza millenaria di un'altra chiesa intitolata a san Rufo, nella frazione di Casolla a Caserta, già citata nella bolla del 1113 del vescovo metropolita di Capua Sennete. Il villaggio di Cesarano è molto antico avendo avuto origine da un insediamento romano attribuito dagli storici alla famiglia dei Cesari e lo troviamo nominato in altra pergamena anteriore al mille quando nel 982 il conte di Caiazzo Landone offre al monastero benedettino di Santa Croce sul monte Verna la sua chiesa di san Marco sita nel luogo di «Cesaranu». La chiesa è citata in molte pergamene dell’archivio vescovile di Caiazzo a partire dal 1172. Nella visita ad limina del vescovo Ottavio Mirto del 1590 era parrocchia e contava 45 anime ma nel 1609, per l'estrema povertà venne annessa alla parrocchia di san Pietro del Franco nella città mentre, nel 1629, si ritrova chiesa curata con 110 anime. Mancati gli abitanti per la peste del 1656, sempre considerata l’esiguità delle rendite, venne annessa alla Sacrestia della Cattedrale. Nel 1724 san Rufo possedeva complessivamente circa 11 ettari di terreno e due di bosco da cui si ricavavano i redditi per sostenere il rettore che veniva pagato dalla Sacrestia della Cattedrale integrando comunque altre rendite e v’era, al suo fianco, un piccolo cimitero per la sepoltura degli abitanti del villaggio. Nel 1856 il curato, che non viveva nel casale per mancanza della canonica, riceveva una congrua annua di 24 ducati per la celebrazione delle messe nei soli giorni festivi. Finalmente, nel 1966, l’allora curato riuscì a farla ricostruire parrocchia autonoma ma in seguito alle disposizioni Vaticane per l’eliminazione della parrocchie più piccole nel 1986 venne unita alla Chiesa dei santi Giovanni e Paolo dell'omonima frazione.

#### Chiesa dell'Ave Gratia Plena
La chiesa Ave Gratia Plena e l'Ospedale annesso, costruiti dal Comune insieme al contributo dei cittadini, sono attestati dagli inizi del trecento. L’ospedale era gestito dalla Congregazione di confrati e consori che assistevano in special modo i pellegrini e gli ammalati poveri del luogo. Dai documenti emerge che, fin dalle origini, questa congregazione, la Confraternita «Beatae Mariae Virginis Annuntiatae», amministrava l'Ospedale unitamente al Comune. Le due istituzioni erano però governate separatamente, ognuna con propri beni, contabilità e rappresentanti, e solo nel 1420 l'Università, d'accordo con la Congregazione, pervenne alla decisione di unire i due istituti in un corpo unico che perdurò poi fino all'Unità d'Italia. Le rendite erano amministrate da due confratelli laici, gli economi, eletti uno della Confraternita ed uno dell’Università. Gli economi incaricavano a loro volta un Ministro per l’accoglienza e l’assistenza dei ricoverati.
Dal finire del ‘500 abbiamo molte notizie sull'Ospedale grazie alle Visite ad limina che i Vescovi effettuavano per riferire a Roma sullo stato della loro Diocesi. Sappiamo che ad inizio ‘600, le rendite dei lasciti e donazioni ammontavano a varie centinaia di ducati. Parte di queste somme era impiegata annualmente per l’assistenza mentre il resto serviva ai pagamenti del ministro, dei due economi, del sacrestano, di sei cappellani, due lettori, e quattro chierici incaricati del servizio religioso e del culto nella chiesa.
La chiesa si presenta nella sua facciata in forme rinascimentali con il portale minuziosamente scolpito e venne sicuramente edificata su una precedente fabbrica. Si può infatti osservare, dal lato posto sulla Via A. A. Caiatino, un’interessante sovrapposizione di stili architettonici presente nella muratura sovrastante la porta di ingresso laterale. La chiesa venne totalmente rifatta tra il 1740 e il 1768 con il notevole apporto tecnico artistico di un importante personaggio: il Regio Architetto Nicola Tagliacozzi Canale. Gli interventi di quest'architetto dalla forte personalità artistica contribuiscono a diffondere in un centro minore come Caiazzo quel clima artistico settecentesco proprio dei centri maggiori dando così il via ad una serie di trasformazioni architettoniche e decorative che, nell'ambito dell'architettura religiosa della cittadina, hanno investito tutte le sue chiese e cappelle diffondendo quel gusto della decorazione barocca che fu l'espressione dominante nel Settecento.
La presenza di Tagliacozzi Canale a Caiazzo è documentata dal 1739 quando sua figlia Angela prese i voti nel locale Monastero della SS. Concezione, perciò egli frequentava assiduamente la città accettando, come risulta dai documenti, due incarichi prestigiosi: l'ampliamento, la ristrutturazione e la decorazione della Chiesa della SS. Annunziata e della Chiesa Cattedrale in cui si avvalse della collaborazione di artisti quali fratelli Cimafonte, Pietro Buonocore e Stefano Zagarolo che avevano già lavorato con lui in importanti chiese napoletane e pugliesi.
La storia dell’ospedale percorre la storia della chiesa: verso la metà del ‘700 l’ospedale, dopo alcuni periodi di instabilità economica dovuti a cattiva gestione che influiva negativamente sulla possibilità di assistenza e ricovero, era in attività e possedeva rendite per il suo funzionamento pari a 400 ducati, assegnava 25 ducati ogni tre anni per il matrimonio di una fanciulla povera, sosteneva i bambini abbandonati fino ai sette anni ed elargiva il pane ai poveri ogni sabato di Quaresima. Perduravano comunque le carenze di fondi per l’assistenza in quanto una cospicua parte delle entrate veniva impegnata per anniversari ed altre pratiche religiose di minore importanza. Nel XIX secolo l’Ospedale di Caiazzo era il solo rimasto a svolgere assistenza medica in tutta la Diocesi, e pur con scarse risorse, in parte ricavate dall’appalto della farmacia, manteneva un giovane agli studi di Medicina, stipendiava un economo per la spesa quotidiana, per annotare i malati in entrata ed in uscita e redigere gli statini mensili. Nei primi decenni del ’900 era ancora in attività quando il terremoto del 1930 ne danneggiò le strutture. Gli eventi bellici del 1943 ne segnarono la fine.
Nel frattempo la chiesa venne in proprietà al Comune. Prima del 1865 era sottoposta all'Amministrazione della Beneficenza e servita da 9 cappellani. Nel 1865 il Comune approvò lo Statuto organico degli Istituti Riuniti di Beneficenza unendo alcuni tra i più importanti enti di beneficenza e assistenza Caiatini passati alla Città a seguito dell'Unità d'Italia e delle leggi di scioglimento degli ordini religiosi e delle congregazioni laicali. Vennero così riuniti in un solo corpo l'Ave Grazia Plena con l'Ospedale; l’orfanotrofio di fanciulle povere fondato da Laura De Simone e le cappelle religiose di patronato laicale del Santissimo, del Carmine, del Rosario e di San Bernardino. Tutti queste antiche istituzioni vennero poste sotto l'amministrazione della Congrega di Carità e successivamente pervennero al comune. La chiesa subì i danni del terremoto del luglio 1930 ma continuò ancora ad essere officiata fino agli anni ‘60. Venne poi danneggiata dal sisma del novembre 1980 ma è stata poi oggetto di un definitivo restauro curato dal comune di Caiazzo. Durante i lavori nella lunetta dell’antica porta che si affaccia sul corso A.A. Caiatino è stata ritrovata una pittura murale medioevale raffigurante la vergine che sembra confermare l’ipotesi una reciprocità di committenza e di "sguardi" tra l'Annunziata, la Cappella Egizi e la Cattedrale.

#### Cappella Egizi
Tra le famiglie dei cavalieri caiatini che parteciparono alla prima Crociata si narra che vi furono alcuni esponenti alla famiglia Egizi detti anche Gizzi. Il Melchiori afferma che questi, al ritorno dalla Terra Santa, iniziarono a fregiarsi con le insegne di un famoso moro sconfitto in battaglia. Da queste armi, una testa nera di egizio in campo oro sormontata sul cimiero da un braccio alzato con le dita in segno di fede, presero poi il cognome. In realtà, pur considerando la narrazione storica, le prime notizie documentate sulla famiglia emergono nelle pergamene dell’Archivio Vescovile nell'anno 1121 quando un Pietro, figlio di Gizzio, abitava nel loco filii Gizzi. Sempre nelle pergamene troviamo che il primo esponente della famiglia citato con una carica di rilievo è Giovanni Gisi, baiulo di Pier Delle Vigne nel 1240. Dopo di lui, a dimostrazione dell’importanza assunta dalla casata, inizia una lunga serie di giudici, abati, notai, magister e uomini d’arme.
La cappella venne fondata nell'anno 1318 quando il giudice Giovanni Giccius volle costruire ex novo una cappella ad onore della beata Agnese Vergine, su una sua piccola porzione di terra prospiciente la via principale della città, costituendo per sé ed i suoi eredi il diritto jus patronato. Il vescovo di Caiazzo Tommaso Pascasio diede il suo assenso concedendo la chiesa al giudice Giovanni con potestà di possedere, erigere e presentare il cappellano quanto per sé che per i suoi eredi tanto maschi che femmine. Successivamente, in una pergamena del capitolo dell’anno 1354, troviamo che il giudice Michele Gizio lascia tre tarì al capitolo per celebrare il suo anniversario da ricavare dalla rendita di una bottega sita nella piazza maggiore confinante con la Chiesa di Santa Agnese. A fine ' 400 l’abate Nardo Egizio primicerio della cattedrale, abate mitrato ed elemosiniere maggiore di Re Ferdinando fece erigere il suo sepolcro nella cappella da lui rinnovata nel 1490 e sottoposta al palazzo della famiglia. Ancora oggi, alla sinistra dell'altare entrando, si può osservare è la tomba in travertino su cui è scolpita la sua immagine distesa vestita di paramenti sacri con mitra, croce e bacolo pastorale. Sotto vi è un'iscrizione in latino che sebbene corrosa dal tempo si può così tradurre: “Qui giace immeritevole il venerando sacerdote Leonardo Gizii il quale per la vita eterna e per l’onore affrontò sempre fatiche e la morte, perdette la vita e la trovò perché la sua anima riposa in pace”.
La piccola chiesa si apre sul fronte dell’antico palazzo egizi affacciandosi sul corso A.A. Caiatino. È caratterizzata da un ingresso monumentale costituito da un portale rinascimentale in pietra calcarea chiara realizzato nel 1491. Il portale presenta una trabeazione continua con una testa di moro scolpita ai lati, sostenuta da lesene lavorate in bassorilievo con motivi di foglie ed anfore. Nella parte superiore vi è un'ampia lunetta con al centro un bassorilievo del Cristo benedicente attorniato da teste di angeli dalle ali intrecciate. Vi è scolpita l'epigrafe: ANTIQUISSIMA AIGIPTIORUM FAMILIA HIC EST, QUAE DIUTTISSIME EXTABIT, SI UN COEPIT, VIRTUTEM QUA NOBILITAS FULSIT, PROPAGAVERIT che è stata così tradotta: "Qui è l'antichissima famiglia degli Egittii che vivrà per lunghissimo tempo, come ha cominciato a fare, propagherà la virtù che la sua nobiltà ha fatto risplendere." Sia all'interno che all'esterno si vede più volte scolpito nella pietra lo stemma della famiglia rappresentato, come già detto, da una testa di moro. L'interno è a pianta rettangolare diviso in due ambienti: il primo con volte a botte, il secondo coperto da una volta a vela con un altare in marmo policromo con a sinistra il sarcofago dell'abate sopra il quale è stato posto, ad inizi del '900, un affresco attribuito a Francesco Cicino, coevo al rinnovamento realizzato dall'abate Nardo, mentre una tela settecentesca con la figura di sant'Agnese è posta sull'altare. Anche l'ingresso del secondo ambiente è incorniciato da un portale in pietra calcarea chiara e, non essendo esposto alle intemperie e pur presentandosi con linee più semplici, ci dà un'idea di come si presentava all'origine il prezioso portale d'ingresso alla cappella.
II palazzo della famiglia era situato al centro della città, di fronte all’antico seggio dei cavalieri. Agli inizi del 1600 il Melchiori lo descrive bellissimo si per lo sito che per la nobile pittura evidenziando che annessa v’era la piccola chiesa eretta anticamente dalla famiglia e consacrata a sant'Agnese. Con l’estinzione della casata, sul finire del 1500, la Cappella ed il Palazzo seguirono alterne vicende. Ad inizio '700 divennero proprietà della famiglia Forgione e, come tramandato dall'erudito Carlo Marocco, Martio Forgione, tra i più ricchi di Caiazzo, distruggeva nel fabbricato le armi e le lapidi di casa Egizi risparmiando però la cappella in quanto luogo sacro. Nel 1876 si pensò di adibire a edificio scolastico il palazzo che, pur denominato palazzo Forgione, era nel frattempo in possesso della Congrega di Carità. Nel 1879 venne stipulato l’atto di cessione al comune e l’edificio scolastico fu infine inaugurato il 20 novembre 1881 ed oggi si presenta nelle forme di quest’ultimo intervento.

#### Chiesa e convento di San Francesco
Gli storici locali erano concordi nel ritenere il complesso francescano fondato dal Santo d'Assisi durante il suo viaggio in Terra di Lavoro nel 1222. La tradizione vuole che, giungendo a Caiazzo, chiese ai Decurioni un’area per edificarvi un convento ed ottenne la piccola chiesa di S. Maria del Popolo con lo spazio adiacente di patronato della città. Questo fatto non trova conferma nei documenti visto che la più antica notizia della chiesa di S. Francesco si trova una pergamena del marzo 1312 allorquando, in un testamento, tra vari legati vengono lasciati sei tarì d’oro per la riparazione della chiesa. Nel Catasto Onciario è annotato che i frati celebravano dodici messe per i fondatori ed in particolare per il «duca S. Severino conte di Caiazzo» facendo pensare ad una fondazione successiva al periodo individuato dalla tradizione.
La chiesa ed il convento attuali risalgono quindi alla seconda metà del secolo XIII come attestato da varie pergamene che menzionano donazioni per la costruzione del chiostro e del campanile. Il convento, abitato da una comunità variante tra i sei ed i dieci frati, diviene il fulcro della vita civile della città. Infatti l'erudito Ottaviano Melchiori ci informa che agli inizi del ‘600 è il luogo particolare del reggimento e del governo della città, che suole ivi radunarsi è trattare di quelle cose che spettano al buon governo cioè l'elezione dei Sindaci e dei Giudici annuali. Il 15 luglio 1809, con decreto di G. Murat, S. Francesco di Caiazzo subì il comune destino di essere soppresso insieme ai conventi con rendite nel Regno. Al momento della soppressione nella biblioteca erano conservati, oltre ai libri, anche documenti contabili, copie di atti e testamenti, 42 pergamene ed una platea dei beni e dei redditi oggi perduti. Nel maggio del 1883 fu approvato infine il trasloco degli uffici comunali nel complesso monastico lasciando gli antichi locali della curia dell’Università in piazza S. Stefano ove si affaccia ancora l’antico stemma della Città.

#### Chiesa e convento di S. Maria delle Grazie
Il Convento sorge sul luogo di un antico oratorio fondato, secondo le fonti storiche, dal Canonico Regolare di S. Agostino Geronimo Fortunato di Capua. Successivamente la contessa di Caiazzo Diana della Ratta, moglie di Giovan Francesco Sanseverino, e il Senato della città si operarono per la presenza dei Frati Minori Osservanti. Questi accettarono l’offerta e nel 1496, a seguito di una Bolla di Alessandro VI, fu costruito il convento. Per testimonianza del Gonzaga la Bolla di costituzione si conservava nell'archivio conventuale che, dopo la soppressione del 1866, andò purtroppo disperso ed è oggi perduto. Si conservano invece, presso la biblioteca del Museo Provinciale Campano, alcuni volumi della biblioteca del convento che, acquisiti in un primo tempo al patrimonio comunale, vennero in seguito donati alla biblioteca di Capua.
Il convento sorge su una collina dominando la città e le valli circostanti. Per questa sua speciale posizione nel 1585 il Commissario Apostolico P. Angelo d’Aversa lo incorporò ai Riformati con i conventi di Carinola e Teano e divenne luogo ritiro e preghiera dei frati della Riforma e come tale fu considerato fino alla soppressione del 1866. Ora il convento, con l’antico orto ed il chiostro, sono adibiti a cimitero della città.

#### Chiesa e convento dello Spirito Santo
Il convento dei Cappuccini fu fondato nel 1592, insieme con la Chiesa in onore dello Spirito Santo, su terreno donato un nobile caiatino, essendo Ministro Generale dell'ordine Girolamo da Polizzi. Fu ampliato poi nel 1596 con le offerte di Matteo di Capua, II principe di Conca e signore di Caiazzo. Soppresso nel 1866, divenne proprietà della Congrega di Carità, che per molti anni vi mantenne un asilo di mendicità per 12 poveri. La Chiesa era stata chiusa al culto e alcuni pregevoli quadri dell'Azzolino furono trasportati a Caiazzo nella Chiesa di S. Francesco d'Assisi.

#### Chiesa e monastero della SS. Concezione
Il clerico Giulio d'Ettorre, nobile Caiatino e Vicario Generale della Diocesi, nel 1615 fondò un Conservatorio femminile sotto il patrocinio della SS. Concezione di Maria. A tale scopo comprò diversi fabbricati nella parte alta della città, alla destra della chiesa dell'Annunziata adattandoli ad uso di monastero con chiostro, celle e quanto necessario alla vita in comunità assegnando al pio luogo una rendita di 480 ducati annui. Successivamente, nel maggio 1634, per agevolare il passaggio del Conservatorio a Monastero di clausura, il d'Ettorre donava terreni ed immobili che incrementarono le rendite di altri 420 ducati annui. Successivamente il Pontefice Urbano VIII, con Bolla del 14 dicembre 1647, accogliendo la petizione delle Monache, che vestivano un abito di lana cenerina con velo e soggolo di lino, dichiarò il Conservatorio Monastero di clausura dell'Ordine di S. Francesco e con le regole di S. Chiara. La Chiesa annessa al Monastero, dapprima sede della parrocchia dedicata a S. Nicola de Figulis, fu donata dal parroco pro-tempore al Conservatorio nel dicembre del 1618 e fu dedicata all'immacolata Concezione.

## Società

### Evoluzione demografica
Abitanti censiti

### Etnie e minoranze straniere
Al 1º gennaio 2022, secondo i dati ISTAT, la popolazione straniera residente a Caiazzo è di 171 persone.
Le nazionalità maggiormente rappresentate al 31 dicembre 2020 secondo i dati ISTAT sono:
- Romania, 41
- India, 29
- Marocco, 26
- Ucraina, 22
- Stati Uniti d'America 16

## Cultura

### Scuole
A Caiazzo è presente l'Istituto Comprensivo "Aulo Attilio Caiatino", che comprende 4 sedi di Scuola dell'Infanzia (San Giovanni e Paolo, Cesarano, via Astolfi e Caiazzo Centro), 3 sedi di Scuola Primaria (San Giovanni e Paolo, Cameralunga "Carlo Alberto dalla Chiesa” e Caiazzo Centro) ed una sede di Scuola Secondaria di 1º Grado con sezione ad indirizzo musicale. Le scuole superiori sono presenti con una sezione distaccata del liceo "Pietro Giannone" di Caserta con l’indirizzo Scientifico delle Scienze Applicate ad Indirizzo Biomedico.

### Musei
A Caiazzo ha sede il Museo Kere, museo della civiltà contadina e delle tradizioni popolari.

### Le fiere
A Caiazzo nel passato vi erano tre importanti fiere: "A Matalena" (22 luglio ancora oggi esistente); "A Santella" (14-15 agosto); "Santu Stefano" (fine di ottobre).
Erano eventi importanti caratterizzati da grande affluenza di visitatori che provenivano da tutti i paesi dei dintorni. Si svolgevano sulla collinetta "S. Giovanni" che si riempiva di animali da vendere e del vociare di accanite contrattazioni per i capi da acquistare. Tipica era la presenza del "sanzane" personaggio che mediava tra acquirente e venditore sino a quando non si giungeva a un prezzo che metteva d'accordo le due parti. Per stabilire l'accordo veniva versato un anticipo "'u caparre" che, stretto tra le mani dei due, era fatto muovere come in uno scampanio dal "sanzane" che diceva: "Une, dduje tre e reste fatte". Se il venditore accettava l'anticipo, l'affare era concluso.
In Piazza Portavetere e sui marciapiedi c'erano numerose "bancarelle" che vendevano tutto ciò che si poteva desiderare. Le fiere erano animate da cantastorie, qualche "veggente" e dai "venditori di fortuna". Quest'ultimi spesso avevano una gabbietta con un pappagallo e accompagnandosi con la musica di uno strumento predicevano il futuro e consigliavano numeri da giocare. Un'altra figura tipica era "'u pazziarielle", che vendendo particolari "trombette" spesso rallegrate dall'immagine di Pulcinella o da altri pupazzi di stoffa, divertiva adulti e piccini.

## Sport

### Calcio
La società calcistica cittadina è l'ASD Caiazzo. Ha per colori sociali il rosso e il blu e gioca le gare interne al campo sportivo Antonio Ponsillo sito in via Astolfi. La società è stata fondata nell'estate del 2018. Durante la stagione di debutto ottiene la promozione in seconda categoria.

### Basket
La società di pallacanestro cittadina è il CSI Caiazzo. Nel campionato 2017/2018 vince il campionato di prima divisione, nell'anno immediatamente successivo vince anche il campionato di promozione, raggiungendo così la promozione in Serie D. Nel 2019 festeggia anche i 50 anni dalla sua fondazione ma purtroppo non prosegue la sua attività, scomparendo nello stesso anno.
Nel 2019 viene fondata la neo-società SBC, Step Back Caiazzo, che parte dalla serie D, e nel giro di 3 anni vince due campionati arrivando a giocare la serie C unica. Milita tuttora nel campionato di Serie C arrivando seconda al primo anno, e giocando i playoff di categoria per 3 anni consecutivi, impresa storica per il piccolo paese. Inoltre nella stagione 2023/24 e in quella 2024/2025 accede alla final four di Coppa Campania, arrivando nella seconda edizione a giocarsi il titolo in finale. Nel campionato in corso della stagione 2024/25 si trova momentaneamente al quarto posto.

## Infrastrutture e trasporti
A Caiazzo è presente una stazione sulla ferrovia Alifana Santa Maria Capua Vetere - Piedimonte Matese inaugurata insieme alla ferrovia il 30 giugno 1914.

## Amministrazione

### Gemellaggi
- Ochtendung, La città di Caiazzo è gemellata dal 13 ottobre 1996 con la cittadina tedesca di Ochtendung situata nel Lander della Renania-Palatinato con l'intento di "promuovere e realizzare uno scambio di riflessioni e di esperienze, sui temi della pace, della giustizia, della tolleranza, della democrazia e dello sviluppo sostenibile".[44]

### Sindaci
Sindaci di Caiazzo dal 1983 ad oggi:
- Dicembre 1983 - 12 maggio 1985 Angelo Insero
- 12 maggio 1985 -6 maggio 1990 Giuseppe Cervo (Lista civica di centro “Il seminatore”)
- 6 maggio 1990 - 20 novembre 1994 Giuseppe di Sorbo (Democrazia Cristiana)
- 20 novembre 1994 - 25 maggio 2003 Nicola Sorbo (Lista civica “Rinascita Caiatina”)
- 25 maggio 2003 - 27 maggio 2013 Stefano Giaquinto (Lista civica “Uniti per Caiazzo”)
- 27 maggio 2013 - 10 giugno 2018 Tommaso Sgueglia (Lista civica “Uniti per Caiazzo”)
- 10 giugno 2018 - Stefano Giaquinto (Lista civica “Uniti per Caiazzo”)